# Mahaldar
Le mahaldar, nell'impero Moghul, erano le autorità più elevate in grado nelle zenana. Scelte tra le darogha  amministratrici delle zenana, le mahaldar erano destinate a mantenere l'ordine nella grande comunità di donne della zenana. Niccolò Manucci scrisse che "il modo con cui questi re erano serviti merita una menzione. Infatti, come il re aveva i suoi ufficiali maschi al di fuori della zenana, allo stesso modo aveva degli ufficiali del gentil sesso all'interno del Mahal".
Già essendo stato onorato dalla selezione per assolvere alle funzioni all'interno degli appartamenti delle donne, un mahaldar era superiore alle altre per i suoi servizi speciali all'imperatore. Questi servizi speciali includevano la gestione degli altri amministratori, e la segnalazione dei conflitti e intrighi, che avvenivano nella zenana, direttamente all'Imperatore. In questo modo, assolvevano ad una sorta di spionaggio per conto dell'Imperatore. Era loro anche affidato il compito di leggere all'imperatore i rapporti quotidiani sulle notizie di corte pubbliche e segrete.

## Spie dell'imperatore
Spesso, i principi della evitavano le mahaldar, o avevano un rapporto conflittuale con esse, temendo i loro rapporti. Un esempio di questo è Hamida Banu, mahaldar nel Mahal di  Mohammad Muazzam, la quale si lamentò con l'imperatore Aurangzeb che suo figlio stava minando la di lei autorità confiscandole l'astuccio delle penne e il libro dei rapporti, quando si ritirò nella sua stanza con le sue donne. Le usanze di corte stabilivano che lei e la sua vice non potevano seguirlo nella sua stanza per recuperare gli oggetti. Questo le impediva di documentare quello che stava facendo, e le impediva di riferire all'imperatore. Aurangzeb le ordinò di mantenere il suo astuccio delle penne fuori dalla portata del principe in ogni momento.